# Années 1310 av. J.-C.
Les années 1310 av. J.-C. couvrent les années de 1319 av. J.-C. à 1310 av. J.-C.

## Évènements

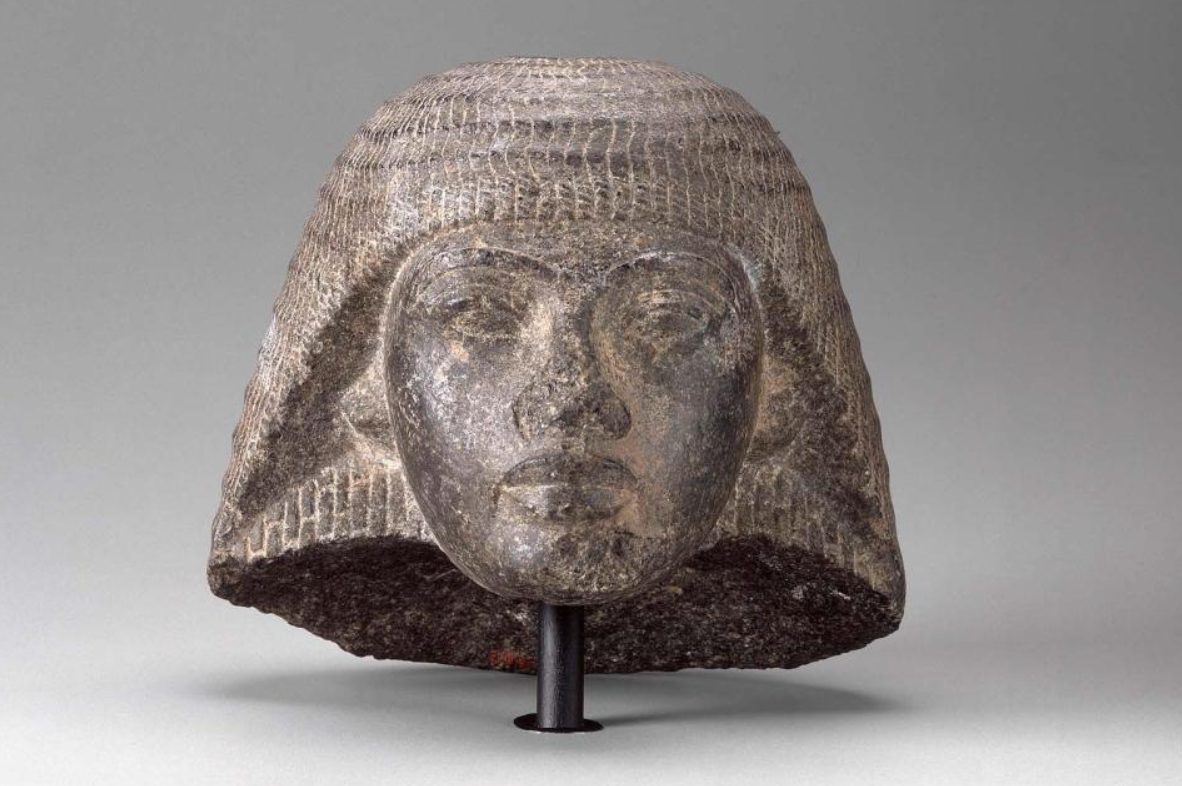
Ramsès Ier

- 1319-1317 av. J.-C.[1] : règne de Ramsès Ier, premier pharaon de la XIXe dynastie[2]. Il continue la politique d’Horemheb, et, très âgé, associe son fils Séthi au pouvoir[3]. Conscient de la situation en Asie, il réorganise l’armée et s’installe dans le delta pour intervenir plus rapidement (palais d’été à Tanis, nouvelle importance de Memphis). Il organise une expédition au Soudan, vraisemblablement menée par son fils Séthi.
- 1319-1308 av. J.-C.[1] : règne de Arik-den-ili, roi d’Assyrie[2]. Il lutte victorieusement dans le Zagros contre les Gutis puis à l’ouest de la haute vallée du Tigre, pour soumettre les populations alliées aux nomades araméens.

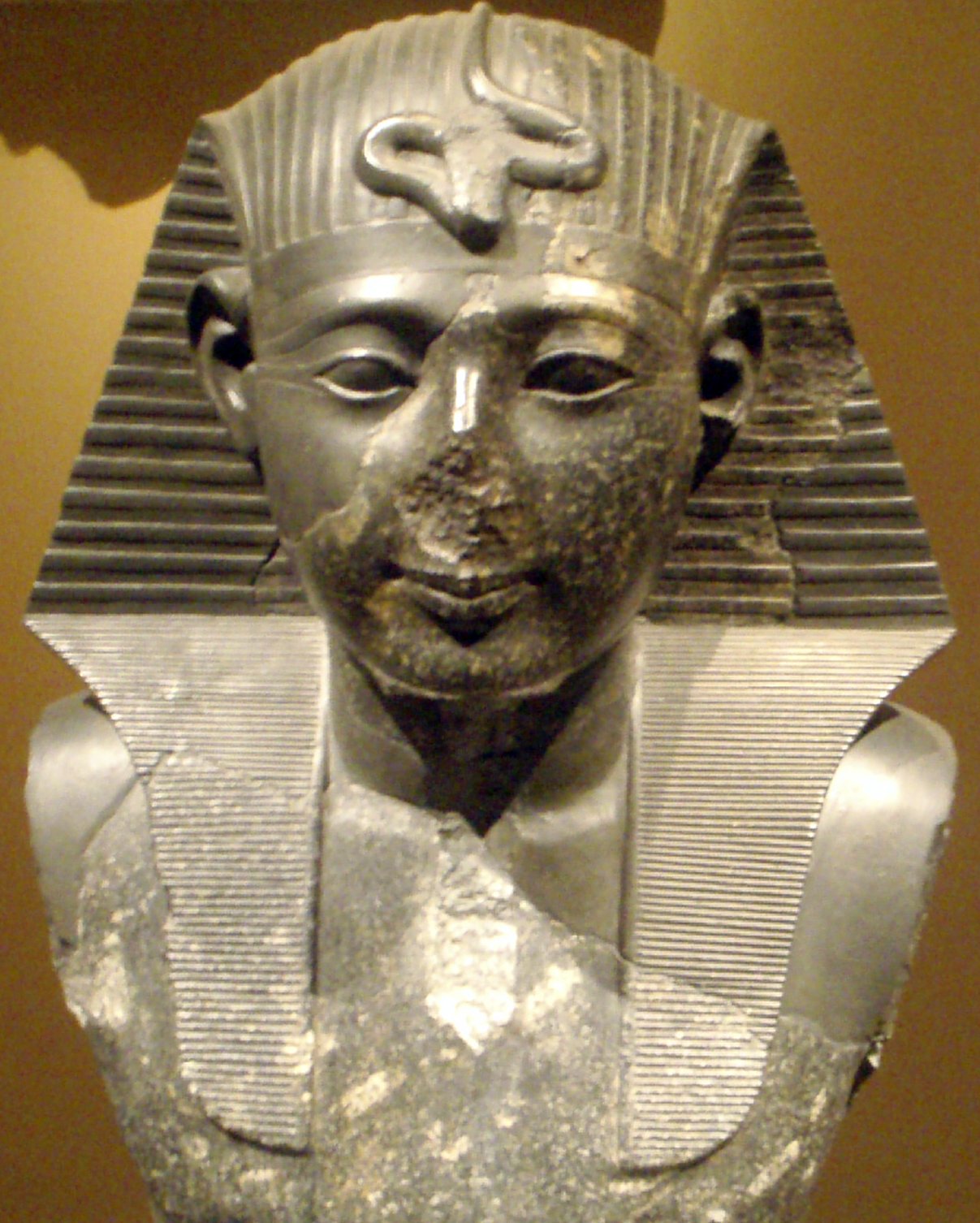
Séthi Ier

- 1317-1304 av. J.-C.[1] : règne du pharaon Séthi Ier[2]. Il épouse Touy. Les fonctions de gouverneur de la ville de Thèbes et de vizir du sud occupées par Nébamon et Paser[4]. Nebneterou, le père de Paser, est grand prêtre d’Amon à Karnak[5]. Iouny, puis Amenemopet, vice-rois de Koush[6]. Dès la première année de son règne, Séthi Ier intervient en Canaan contre les bédouins Shasou révoltés. Sur sa route, Séthi Ier fait construire une forteresse auprès de chaque point d’eau dans le désert[7]. Après avoir pacifié Canaan, il agit rapidement contre une coalition unissant l’Amourrou et les Araméens, certainement avec l’aide du roi hittite Muwatalli. Il s’avance jusqu’à Qatna et persuade le roi d’Amourrou de rompre ses liens avec les Hittites. Puis Séthi monte jusqu’à Tyr et soumet le Liban. Il intervient également contre les Apirou. L’empire égyptien récupère ses provinces asiatiques[2].

- Vers 1314-1313 av. J.-C. : Le pharaon Séthi Ier intervient en Asie (an 3 ou 4 de son règne) et conquiert l’Amourrou, puis marche sur Qadesh où il affronte victorieusement les Hittites pour la première fois. Bentesina, roi d’Amourrou reconnaît la suzeraineté de l’Égypte, mais Muwatalli, roi des Hittites reprend l’offensive. Il détrône Bentesina et le remplace par le prince Sabili, qui conclut avec lui un traité d’alliance. La frontière entre l’empire Hittite et l’empire égyptien est fixée sur l’Oronte[2].
- Vers 1312-1311 av. J.-C. : Séthi Ier doit faire face, à l’ouest, à une tentative d’invasion de Libyens (berbère) (Tjehenou ou Mashaouash, hommes blonds aux yeux bleus). Il les repousse en deux campagnes[3].
- 1312 av. J.-C. : selon la tradition, le peuple d'Israël reçoit la Torah par l'intermédiaire de Moïse dans le désert du Sinaï[8].
- 1311-1310 av. J.-C. : révolte dans le pays de Irem, en Nubie (an 8)[3]. Séthi Ier intervient et mène une campagne de deux mois au cours de laquelle un combat de sept jours sera livré. Au cours de cette expédition dans le désert de Nubie (an 9 de son règne), Séthi fait creuser des puits sur la piste menant aux mines d’or et crée une ville pour accueillir les chercheurs d’or près de l’actuelle Redisiyeh[9]. Amenemopet, alors vice-roi de Nubie, aurait dirigé les opérations[10].

- 1311 av. J.-C. : après ses victoires en Asie, contre les Libyens et en Nubie, Séthi Ier consacrera la fin de son règne à la prospérité de l’Égypte. Le futur Ramsès II est placé comme corégent (entre l’an 7 et l’an 8) pour assurer la continuité dynastique[11]. Très jeune, il participe aux campagnes militaires et dirige certaines expéditions (carrières).

## Art et culture

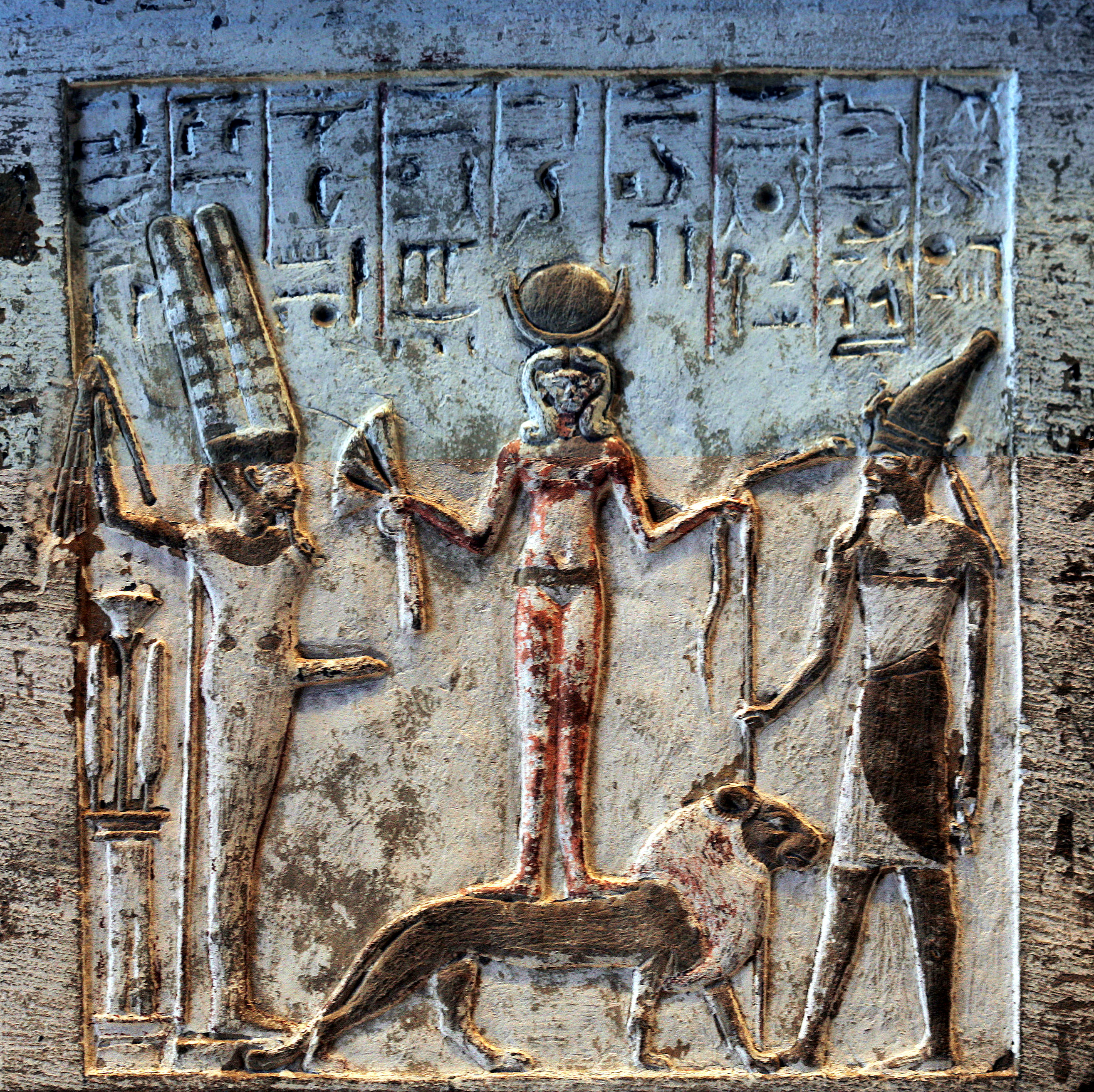
La déesse Qadesh entourée par Min et Reshep.

- Ramsès Ier commence la construction de la grande salle hypostyle de Karnak (134 colonnes) qui sera achevée sous les règnes de Séthi Ier et de Ramsès II[12].
- Construction du temple funéraire de Gournah[13] et du Memnonium en Abydos sous Séthi Ier.
- Style ramesside dans la peinture égyptienne[14].
- Statue colossale en albâtre du pharaon Séthi Ier[14].
- Séthi Ier fait construire un temple consacré à Amon au nord de Napata, sur le djebel Barkal (Nubie)[15].
- Exportation d’ivoire d’Égypte en Syrie[14].